# Nuevo Loreto
Nuevo Loreto är en ort i Mexiko.   Den ligger i kommunen Meoqui och delstaten Chihuahua, i den nordvästra delen av landet, 1 200 km nordväst om huvudstaden Mexico City. Nuevo Loreto ligger 1 178 meter över havet och antalet invånare är 329.
Terrängen runt Nuevo Loreto är platt åt sydväst, men åt nordost är den kuperad. Runt Nuevo Loreto är det glesbefolkat, med 9 invånare per kvadratkilometer. Närmaste större samhälle är Ciudad Delicias, 11,5 km sydväst om Nuevo Loreto. Omgivningarna runt Nuevo Loreto är i huvudsak ett öppet busklandskap.